# أفتلت (عشر ستاق)
أفتلت (بالفارسية: افتلت) هي قرية تقع في إيران في قسم عشر ستاق الريفي. يقدر عدد سكانها بـ 72 نسمة بحسب إحصاء 2016.